# Le Château de cartes (Chardin, Londres)
Pour les articles homonymes, voir Le Château de cartes (homonymie).
Le Château de cartes est un tableau du peintre français Jean Siméon Chardin réalisé vers 1740-1741. Cette huile sur toile de format horizontal représente un garçon construisant le rez-de-chaussée d'un château de cartes sur une table. Il s'agit du portrait de profil de Jean-Alexandre Le Noir, le fils de Jean-Jacques Le Noir, qui commande plusieurs peintures à l'artiste. Exposée au Salon de peinture et de sculpture en 1741 à Paris, l'œuvre est conservée à la National Gallery, à Londres, au Royaume-Uni.

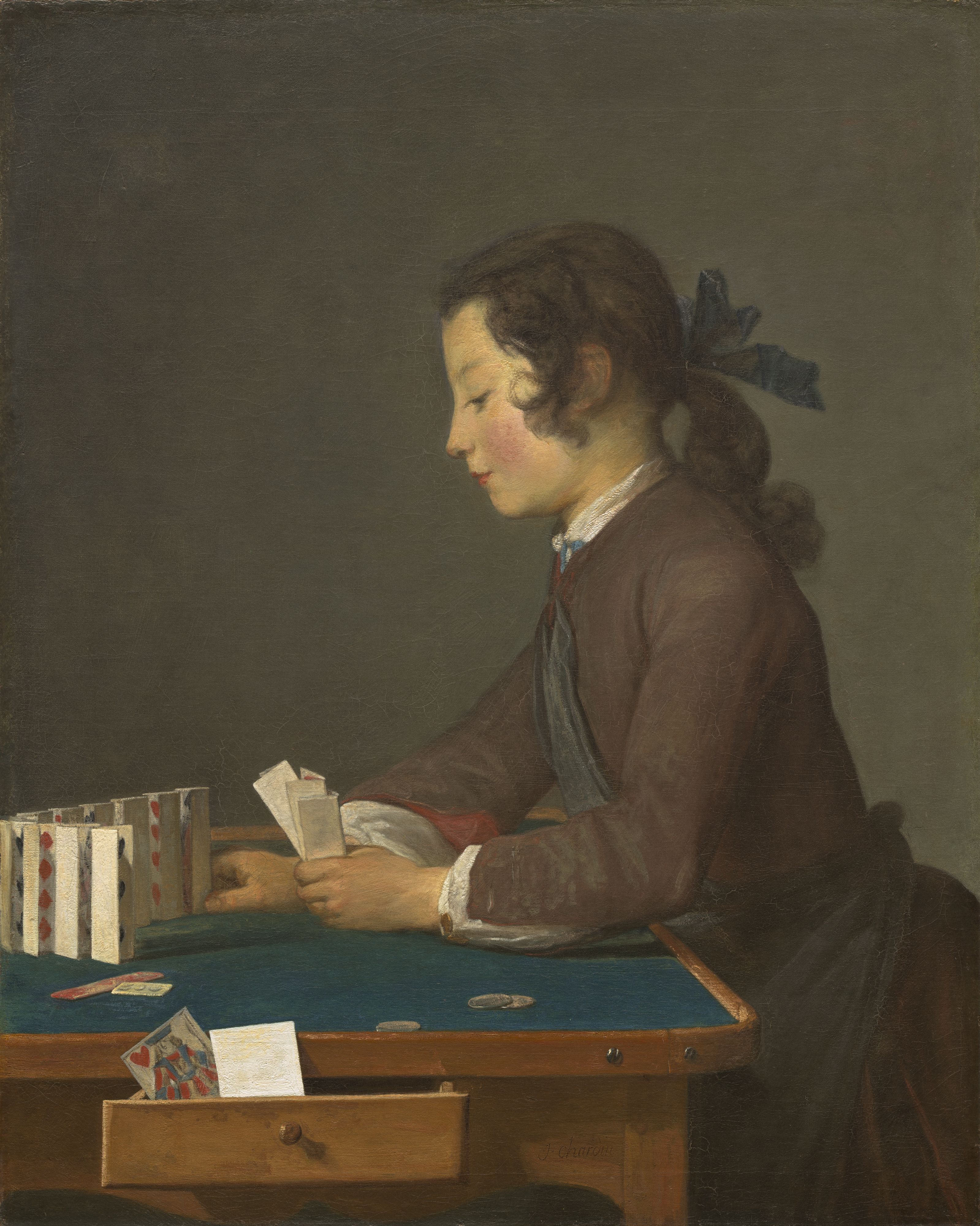
Le Château de cartes, National Gallery of Art, Washington.
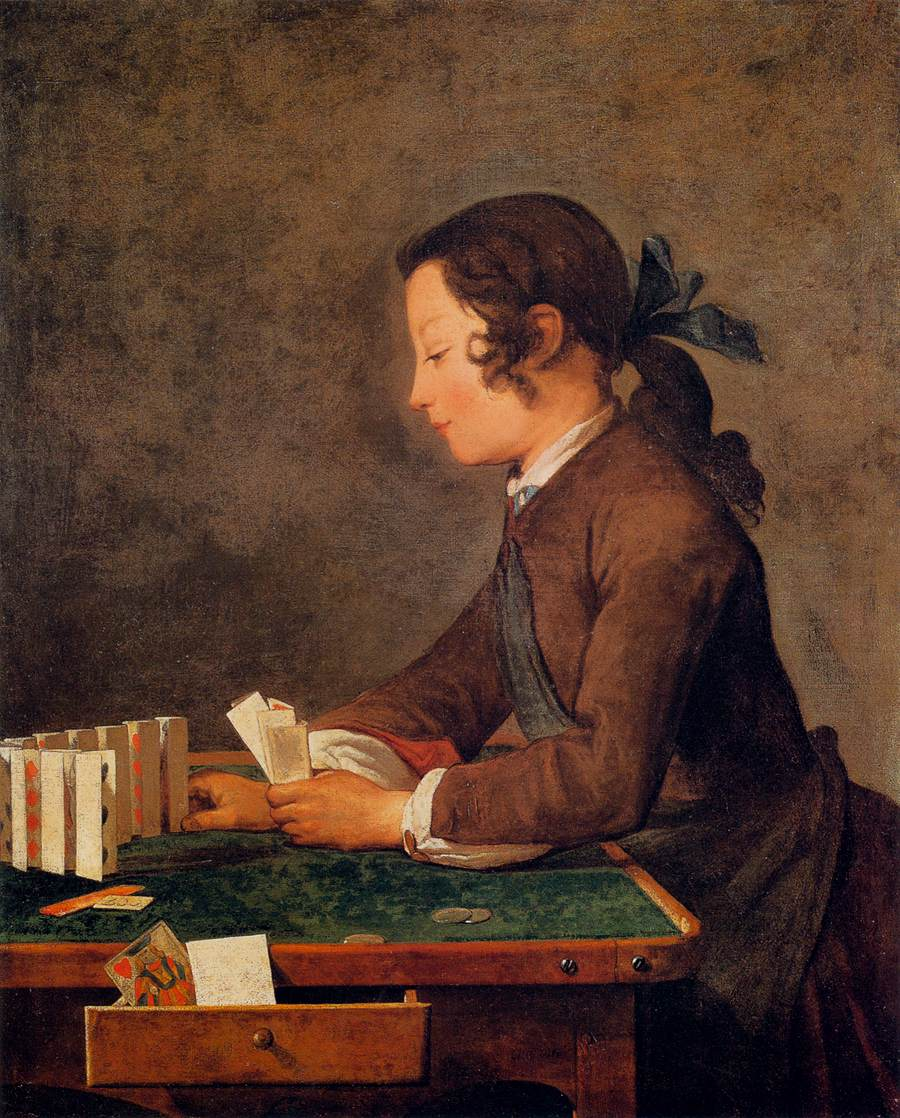
Le Château de cartes, galerie des Offices, Florence.